# Luisa María Estuardo
Luisa María Teresa Estuardo (Castillo de Saint-Germain-en-Laye, Francia, 28 de junio de 1692 - Castillo de Saint-Germain-en-Laye, 18 de abril de 1712), conocida por los jacobitas como Princesa Real, fue la última hija de Jacobo II y VII (1633-1701), el depuesto rey de Inglaterra, Escocia e Irlanda, y de su reina, María de Módena. En inglés, se llamaba Louisa Maria y Louise Marie en francés.
Un artículo de la Royal Stuart Society llama a Luisa María la princesa sobre el agua, una alusión al título informal Rey sobre el agua de los pretendientes jacobitas, ninguno de los cuales tenía otras hijas legítimas.

## Nacimiento
Luisa María nació en 1692, en Saint-Germain-en-Laye, durante el exilio de sus padres. Debido a la gran controversia que había rodeado el nacimiento de su hermano, Jacobo Francisco Eduardo, con acusaciones de la sustitución de otro bebé en una sartén de calentamiento después de un nacimiento sin vida, Jacobo II había enviado cartas invitando no solo a su hija, la princesa María, para asistir al nacimiento en persona, pero también a un gran número de otras damas protestantes. De todos sus hermanos y hermanastros legítimos, solo su hermano Jacobo Francisco Eduardo y sus hermanastras, las princesas María y Ana, sobrevivieron a la infancia. También sus cuatro medios hermanos cuya madre era Arabella Churchill vivió hasta la edad adulta. María murió cuando Luisa María todavía era una niña pequeña, pero tenía una relación amistosa con su media hermana Ana.
El historiador whig Macaulay más tarde comentó sobre la precaución de James:

Si algunos de esos testigos hubieran sido invitados a San James en la mañana del 10 de junio de 1688, la Casa de Estuardo podría, quizás, estar reinando en nuestra isla. Pero es más fácil mantener una corona que recuperarla. Podría ser cierto que una fábula calumniosa había hecho mucho para provocar la Revolución. Pero de ninguna manera se dedujo que la refutación más completa de esa fábula provocaría una Restauración. Ni una sola mujer cruzó el mar en obediencia a la llamada de James. Su reina fue entregada con seguridad de una hija; pero este evento no produjo ningún efecto perceptible en el estado del sentimiento público en Inglaterra.

A la princesa recién nacida se le dieron los nombres de Luisa y María en el bautismo , mientras que Teresa (a veces deletreada Theresa) se agregó más tarde, en el momento de su confirmación . Se le dio el nombre de Luisa en honor del rey Luis XIV, quien actuó como su padrino. Su madrina era la cuñada del rey Luis, Isabel Carlota, la princesa Palatina, duquesa de Orleans.
Después del nacimiento, Jacobo II declaró que Luisa María había sido enviada por Dios como un consuelo para sus padres en el momento de su angustia, y en años posteriores a menudo se la conocía como La Consolatrice.

## Vida

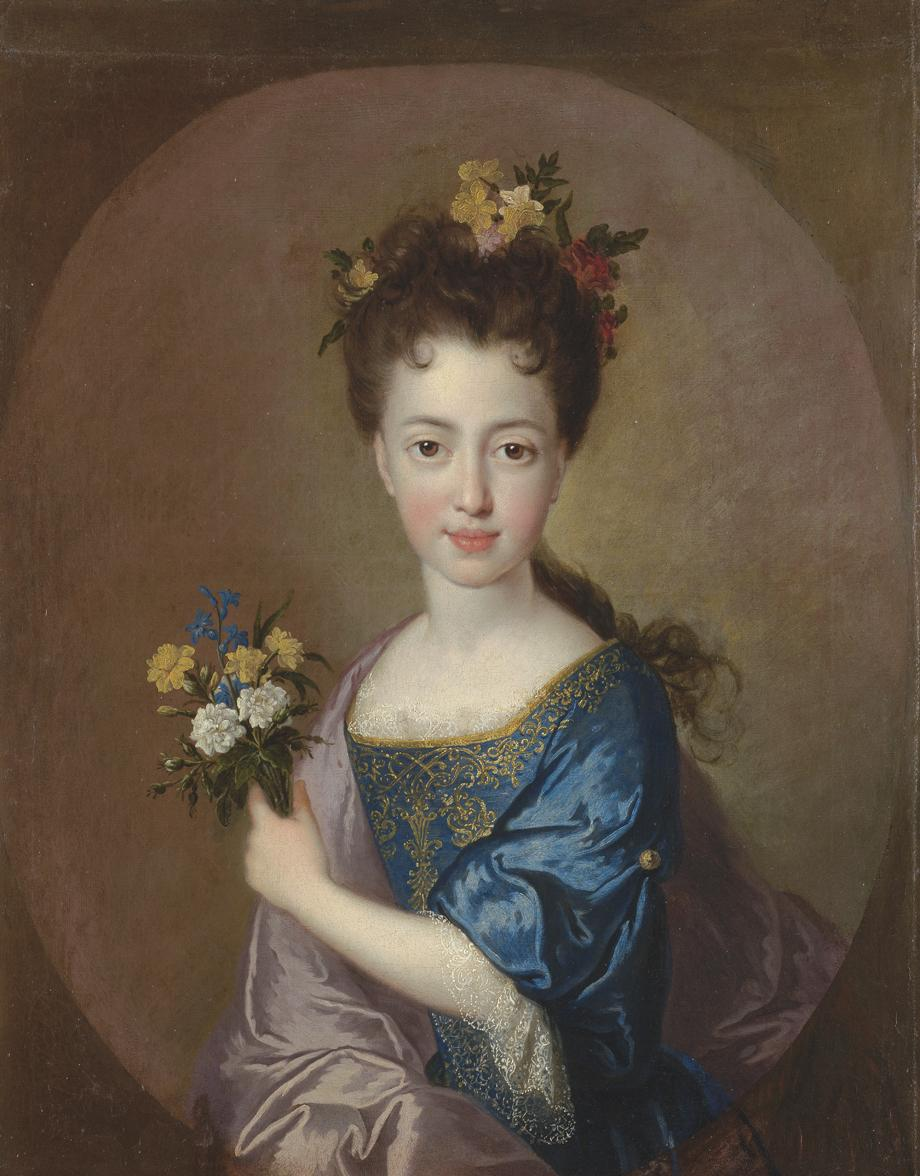
Retrato de Luisa Maria por François de Troy, alrededor de 1705.

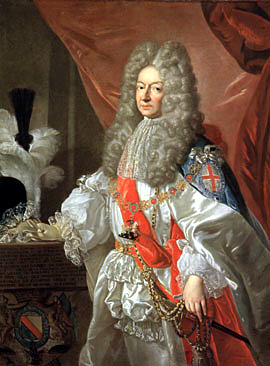
El tutor de Luisa María, Antoine Nompar de Caumont, por Alexis Simon Belle.

Luisa fue la única hermana por parte de padre y madre del Príncipe Jacobo Francisco Eduardo, el 'Viejo pretendiente', que sobrevivió a la infancia, y era cuatro años menor que su hermano. Los dos fueron criados juntos en Francia.
El tutor de Luisa era un sacerdote católico inglés, el padre Constable, que le enseñó latín, historia y religión. También tenía una institutriz, la condesa de Middleton, esposa del par jacobita  de Carlos Middleton, segundo Conde de Middleton. James Drummond, cuarto Conde de Perth, otro compañero jacobita que vive en Francia, elogió la afabilidad natural de la niña.
Un retrato alegórico de Alexis Simon Belle de Jacobo Francisco Eduardo y su hermana Luisa María, que muestra al príncipe como un ángel guardián que lleva a su hermana bajo la mirada de querubines, fue pintado en 1699 y ahora se encuentra en la Colección Real.
Para el verano de 1701, el Rey Jacobo estaba gravemente enfermo y había estado lejos de Saint Germain buscando tratamiento médico, acompañado por su esposa. Sin embargo, en junio, los dos regresaron a casa para el cumpleaños de sus dos hijos, y dos meses después James sufrió un derrame cerebral , muriendo solo dos semanas después, el 16 de septiembre. Todavía podía hablar cuando sus hijos lo visitaron por última vez, y a Luisa María le dijo: 

Adiós, mi querida hija. Sirve a tu creador en los días de tu juventud. Considera la virtud como el mayor adorno de tu sexo. Sigue de cerca el gran patrón de ella, tu madre, que ha estado, no menos que yo, sobrecargada de calumnias. Pero el tiempo, la madre de la verdad, espero, por fin, hará que sus virtudes brillen tanto como el sol.

Poco después de la muerte de Jacobo, Luis XIV proclamó a Jacobo Francisco Eduardo como rey de Inglaterra, Escocia e Irlanda, y también fue formalmente reconocido como rey por España, los Estados Pontificios y Módena. Él y su hermana Luisa Maria fueron transferidos a Passy, al cuidado de Antoine Nompar de Caumont y su esposa, con Lady Middleton continuando como la institutriz de Luisa Maria allí. 
En 1705, a la edad de trece años, Luisa María fue la invitada de honor en un baile en el Castillo de Marly, solo después del mismo Luis XIV, su propia madre, la Reina María, y su hermano Jacobo Francisco Eduardo, considerado por Luis como otro rey. 
El 23 de marzo de 1708, después de un retraso causado por el sarampión, el joven Jacobo intentó aterrizar en suelo escocés, en el Fiordo de Forth, apoyado por una flota de barcos franceses. Sin embargo, la fuerza fue expulsada por una flota de la Royal Navy dirigida por el almirante Byng. 
Luisa María disfrutaba el baile y la ópera, y se hizo popular en la corte francesa. Se consideraron dos posibles compromisos matrimoniales para ella, con el nieto de Luis XIV, Carlos, duque de Berry (1686-1714), y con el rey Carlos XII de Suecia (1682-1718). Ninguno de los dos tuvo lugar, el primero aparentemente debido a la posición equívoca de Luisa Maria, y el segundo porque el joven rey de Suecia no era católico.
Luisa sintió profundamente que los jacobitas en el exilio habían hecho grandes sacrificios por su familia, y ella misma pagó por la educación de las hijas de muchos de ellos. En esto, ella no hizo distinción entre católicos y protestantes, apoyando a las hijas de ambos.

## Muerte

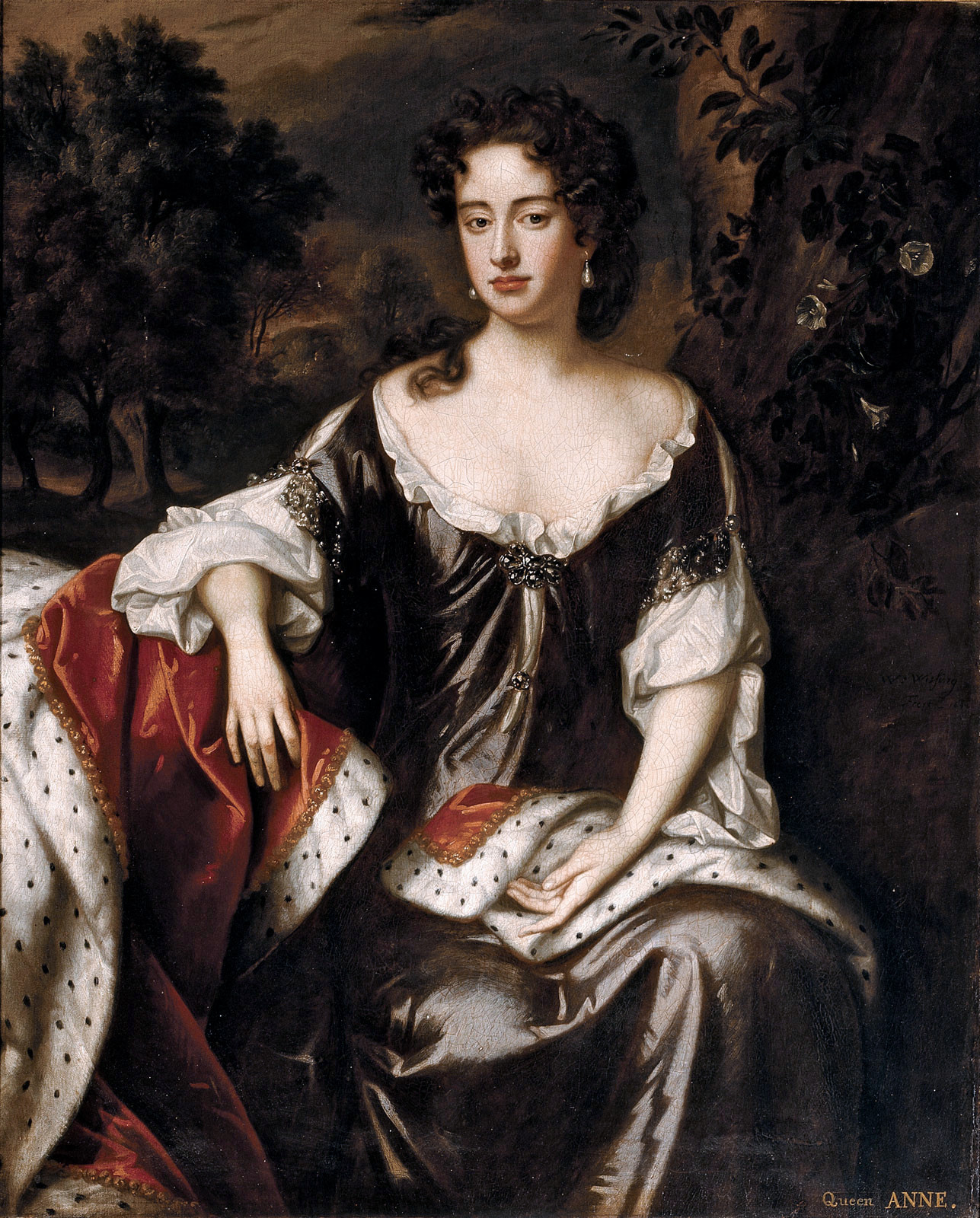
La media hermana de Luisa María, la reina Ana.

En abril de 1712, tanto Jacobo Francisco Eduardo como su hermana se enfermaron de viruela. Mientras el viejo pretendiente se recuperaba, Luisa María murió el 28 de abril (18 de abril, calendario antiguo) y fue enterrada con su padre en la Iglesia de los Benedictinos ingleses en París. 
Un noble francés escribió sobre la muerte de la princesa a un amigo en Utrecht: 

Mi Señor, le envío por estas noticias tristes y deplorables de la tan lamentada muerte de la Princesa Real de Inglaterra, quien murió de viruela el 18 de este mes en St Germains, quien como ella fue uno de los más grandes ornamentos de aquellos afligidos. corte, entonces ella era la admiración de toda Europa; Nunca la princesa se arrepintió tan universalmente. Su muerte ha llenado a toda Francia de suspiros, gemidos y lágrimas. Ella era una princesa de un majestuoso hombre y puerto; cada movimiento hablaba de grandeza, cada acción era fácil y sin ninguna afectación o mezquindad, y la proclamaba una heroína descendiente de la larga raza de tantos héroes paternos y maternos...

William Legge, I conde de Dartmouth, el Secretario de Estado británico, escribió sobre la muerte de la princesa: 

La reina [Ana] me mostró una carta escrita en la mano del rey de Francia, sobre la muerte de su hermana; en el que había el personaje más alto que alguna vez se le dio a cualquier princesa de su edad. El Sr. Richard Hill vino directamente del conde de Godolphin... a mí con las noticias, y dijo que era lo peor que había llegado a Inglaterra. Le pregunté por qué pensaba eso. Dijo que había sido feliz si hubiera sido su hermano; porque entonces la reina podría haberla enviado a buscarla y casarla con el príncipe Jorge, quien no podía tener pretensiones durante su propia vida; lo que habría complacido a todos los hombres honestos en el reino y habría puesto fin a todas las disputas para el futuro.

Madame de Maintenon, la segunda esposa morganática de Luis XIV, escribió sobre la reacción de María de Módena a la muerte de Luisa Marçia: 

Tuve el honor de pasar dos horas con la reina de Inglaterra, que es la imagen misma de la desolación. La princesa se había convertido en su amiga y único consuelo.

En su Historia de la Iglesia de Escocia (1845), Thomas Stephen dice de su muerte:

El 12 de abril de este año, la princesa Luisa María Teresa, la hija menor del difunto rey Jacobo, murió de viruela en St. Germains, para pesar de muchos en Inglaterra, incluso de aquellos que no eran amigables con las reclamaciones de su hermano. Recibió un carácter muy alto de aquellos que tuvieron la oportunidad de apreciarlo, y fue una princesa justamente estimada por su ingenio y todas esas cualidades dignas de su noble cuna.

Como muchas otras iglesias en París, la Iglesia de los Benedictinos ingleses fue profanada y destrozada durante la Revolución Francesa. Según Jules Janin, escribiendo en 1844, los restos de la princesa Luisa María y su padre, el rey Jacobo II, descansaban en el hospital militar de Val-de-Grâce.

## Retratos

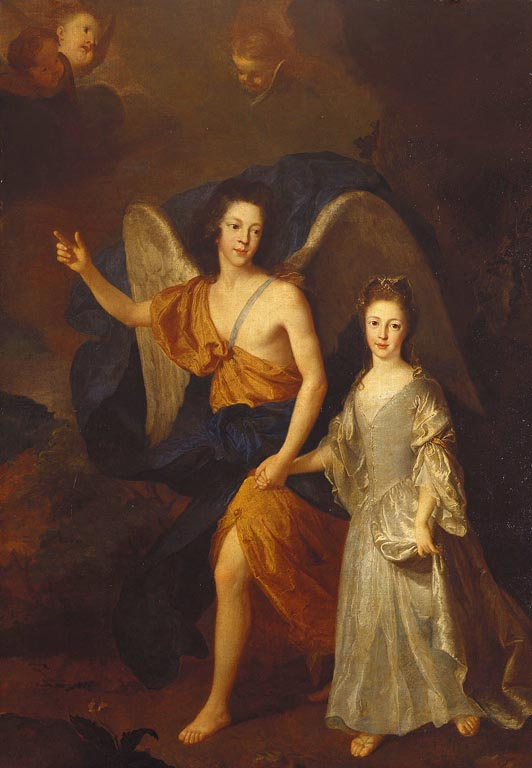
Retrato de Luisa María y su hermano James Francis Edward por Alexis Simon Belle, alrededor de 1699.

Sobreviven varios retratos de Louisa Maria. Entre los de Louisa Maria solo, uno es de François de Troy, ca. 1705, mientras que otro, pintado alrededor de 1704, se atribuye a Alexis Simon Belle y se encuentra en la National Portrait Gallery, de Londres. También en la National Portrait Gallery hay un retrato pintado en 1695 por Nicolas de Largillière de Luisa María con su hermano Jacobo Francisco Eduardo. John Smith lo grabó como un mezzotint y lo publicó en 1699. Otro retrato de Luisa María con su hermano, que lo representa como un ángel, se encuentra en la Colección Real y nuevamente se le atribuye a Belle. Bernard Lens El Joven grabó un retrato con un Cavalier King Charles spaniel como una mezzotinta y publicó c. 1700.

## En la ficción
La princesa Luisa aparece a la edad de doce años en la novela picaresca de Eliza Haywood The Fortunate Foundlings (1744). Haywood dice de Luisa: 

...las damas que la atendieron eran todas de la misma edad; y para mostrar el respeto que los franceses tenían por esta familia real, aunque en las desgracias, también eran hijas de personas cuyo nacimiento y fortuna podrían haber hecho honor al servicio de la emperatriz más grande del mundo... en belleza, la princesa ella misma era estimada como un prodigio.

## Tocayas
Los nombres Luisa Maria Teresa (en francés, Louise-Marie-Thérèse) se usaron más tarde para Luisa María Teresa de Parma (1751-1819), reina consorte de Carlos IV de España , para Luisa María Teresa de Francia, la hija mayor de Carlos Fernando, duque de Berry, nacido en 1819, y para Luisa María Teresa Carlota Isabela de Orleans, hija del rey Luis Felipe de Francia y la reina del rey Leopoldo I de Bélgica.